# Giáo hoàng Phaolô IV
Phao Lô IV (Latinh: Paulus IV) là vị giáo hoàng thứ 223 của giáo hội công giáo. Theo niên giám tòa thánh năm 1806 thì ông được bầu làm Giáo hoàng năm 1555 và ở ngôi Giáo hoàng trong 4 năm 2 tháng 27 ngày. Niên giám tòa thánh năm 2003 xác định ông được bầu làm Giáo hoàng ngày 23 tháng 5 năm 1555, ngày khai mạc chức vụ mục tử đoàn chiên Chúa là ngày 26 tháng 5 năm 1555 và ngày kết thúc triều đại của ông là ngày 18 tháng 9 năm 1559.

## Trước khi trở thành giáo hoàng
Giáo hoàng Paulus IV sinh năm 1476 ở gần Benevento với tên thật là Gian Pietro Carafa.
Ông là thủ lĩnh của phái cứng rắn trong cuộc đấu tranh với Martin Luther, là người đã cộng tác với thánh Cajetan lập dòng Theatin và là bộ trưởng Bộ thánh vụ.
Tháng 12 năm 1536, ông được vinh thăng Hồng y của Vương cung thánh đường San Pancrazio và được bổ nhiệm làm Tổng giám mục của Naples.
Sau khi Giáo hoàng Marcellus qua đời, các hồng y đã bầu hồng y Carafa lên ngôi Giáo hoàng vào tháng 5 năm 1555, bất chấp sự phản đối từ Karl V của Đế quốc La Mã Thần thánh. Ông lấy hiệu là Paulus IV.

## Cải cách tòa thánh
Paulus IV lên ngôi Giáo hoàng khi đã gần 80 tuổi nhưng còn sắc sảo, đời sống lại nhiệm nhặt như một vị tu hành. Ông ban nhiều sắc lệnh buộc các giám mục trở lại với sứ mạng chủ chăn, chấm dứt việc ban phát, nhượng dữ tài sản Giáo hội.
Ông cũng tổ chức lại các cơ quan Tòa thánh, đặc biệt là Bộ Thánh Vụ để việc bài trừ các lạc lạc thuyết và tệ nạn được hữu hiệu. Nhiều hồng y có đời sống thiếu gương mẫu bị khiển trách. Các bề trên dòng được lệnh buộc các tu sĩ phải tuân theo luật lệ nghiêm ngặt của dòng.
Những linh mục bỏ nhiệm sở đến sống ở Roma phải trở về trong vòng một tháng, không tuân lệnh sẽ bị tống giam. Để thực hiện công cuộc cải cách ở các nước Công giáo, Giáo hoàng đặt ở mỗi nơi một hồng y sứ thần truyền đạt mệnh lệnh của ông tới các giám mục và buộc thi hành.
Vẫn theo đường lối "gia đình trị" của nhiều Giáo hoàng trước, ông trao chức Quốc phụ khanh cho người cháu tên là Carlo Caraffa. Vị hồng y này bí mật làm nhiều việc mạn thánh, cùng với hai người cháu khác là Palliano và Montebello. Sự việc đến tai Giáo hoàng, sau khi điều tra, ông cất chức cả ba người đó. Đức Paulus buồn rầu từ trần ngày 18 tháng 8 năm 1559.

## Thái độ với các tôn giáo khác
Ông cổ vũ việc chấn hưng đạo đức và chống lại lạc giáo Luther. Mạnh mẽ, cứng rắn đến mức cực đoan, ông cải cách Giáo hội bằng phương pháp cưỡng bức chẳng nể mặt một ai.
Paul đã không khoan nhượng đối với cộng đồng người Do Thái và buộc họ sống trong một "khu riêng biệt" (Ghetto).
Ông chủ trương cải tổ không cần công đồng, ông củng cố Tòa Tra, qua đó ông áp dụng một cách bình đẳng đối với người Công giáo cũng như Tin Lành. Sự tra tấn cũng được sử dụng một cách bất thường, thiêu hủy những sách xấu. Sách của Erasme bị đốt. Việc dịch Kinh Thánh bị cấm đoán. Khi Paul qua đời, dân chúng phóng hoả Cung Điện Pháp Đình.
Vì các lý do này, theo một số nhà thần bí Công giáo, ông bị cho là đã ở Luyện Ngục trong suốt 4 thế kỷ.

## Chống Tây Ban Nha
Mùa hè năm 1556, nước Tòa thánh ký đồng minh với nước Pháp, tuyên chiến với Tây Ban Nha để giải phóng xứ Naples – quê hương của Giáo hoàng Paulus IV, nhằm đẩy lui ảnh hưởng của họ xa nước tòa thánh. 

## Anh giáo
Mary Tudor- nữ hoàng Anh bắt tay với Tây Ban Nha chống lại Pháp. Pháp lợi dụng chiếm Calais (1558). Dân Anh phẫn uất, Mary Tudor qua đời ngày 17 tháng 11 năm 1558. Nước Anh sau khi trở lại đạo Thiên Chúa dưới triều Mary Tudor nay khi Elisabeth lên ngôi (1558-1603) đã lập lại vĩnh viễn ở nước Anh một kiểu đạo Tin Lành riêng, tức Giáo hội Anglican-Anh giáo (Dự luật "ba mươi chín điều" năm 1563). 